# François Gelhausen
François Gelhausen (né le 25 mai 1930 à Grevenmacher et mort le 2 avril 2001 à Dippach au Luxembourg) est un coureur cycliste luxembourgeois, professionnel de 1954 à 1957. Il a notamment remporté le Tour d'Autriche en 1953.

## Palmarès
- 1952
  - 2e du championnat du Luxembourg sur route amateurs
- 1953
  - Tour d'Autriche :
    - Classement général
    - 7e étape

  - 3e du championnat du Luxembourg sur route amateurs
  - 3e du Grand Prix François-Faber
  - 7e du championnat du monde sur route amateurs
- 1955
  - 3e du championnat du Luxembourg sur route
- 1959
  - 3e du Circuit des mines

## Résultats sur le Tour de France
2 participations
- 1954 : hors délais (14e étape)
- 1955 : abandon (4e étape)